# John Manners, markýz z Granby
John Manners, markýz z Granby (John Manners, Marquess of Granby) (2. ledna 1721, Kelham Hall, Anglie – 18. října 1770, Scarborough, Anglie) byl britský generál, dvořan a politik ze šlechtického rodu Mannersů. Za sedmileté války patřil k úspěšným britským vojevůdcům v Evropě, jako válečný hrdina byl poté populárním členem vlády. Jako nejstarší syn a dědic 3. vévody z Rutlandu užíval celý život titul markýz z Granby, zemřel ještě před otcem a titul vévody zdědil až jeho syn Charles (1754-1787), pozdější místokrál v Irsku.

## Kariéra
Narodil se na rodovém sídle Kelham Hall v hrabství Nottinghamshire jako nejstarší syn 3. vévody z Rutlandu a jeho manželky Bridget Sutton (jméno Sutton pak přijali Mannersové v jedné z vedlejších linií). Studoval v Etonu a Cambridge, v letech 1740-1742 podnikl kavalírskou cestu po Evropě, navštívil také Turecko. Od mládí zároveň sloužil v armádě, na podporu boje proti jakobitskému povstání postavil na vlastní náklady vojenskou jednotku a získal hodnost plukovníka (1745). V roce 1741 byl poprvé zvolen do Dolní sněmovny a poslancem zůstal až do své smrti.
V roce 1755 byl povýšen na generálmajora, za sedmileté války po smrti 3. vévody z Marlborough odjel do Evropy a jako velitel jezdectva se připojil ke generálu Sackvillovi. S ním se brzy dostal do kompetenčních sporů a v roce 1759 jej nahradil na postu vrchního velitele britského kontingentu v Německu. Vynikl v bitvě u Warburgu a pak v několika dalších střetnutích s francouzskou armádou. Jako jeden z prvních prosazoval, že kvalitní bojeschopná armáda musí mít především dostatek proviantu, a jeho zájem o prosté vojáky spolu s vítěznými bitvami zvyšoval jeho popularitu. Ve funkci náměstka generálního polního zbrojmistra (1759-1763) se stal členem vlády a od roku 1760 byl členem Tajné rady.
Po sedmileté válce se do Anglie vrátil jako hrdina a ve funkci generálního polního zbrojmistra (1763-1770) zůstal členem vlády. V tomto úřadu setrval v několika kabinetech, a i když vždy nesdílel vládní stanoviska premiérů, jeho popularita ve společnosti mu umožnila zůstat ve funkci i přes několik výměn na postu premiéra. Od roku 1764 byl zároveň lordem-místodržitelem v hrabství Derby a v letech 1766-1769 vrchním velitelem armády. Politicky mu uškodilo angažmá ve Wilkesově aféře a v letech 1769-1770 odstoupil z vrchní velení armády i z funkce ve vládě. Odchod z vysokých funkcí zhoršil jeho finanční situaci, začali na něj doléhat věřitelé a v roce 1770 nakonec ani neuspěl ve volbách do Dolní sněmovny. Zemřel téhož roku v lázních Scarborough ve věku 49 let.

## Rodina

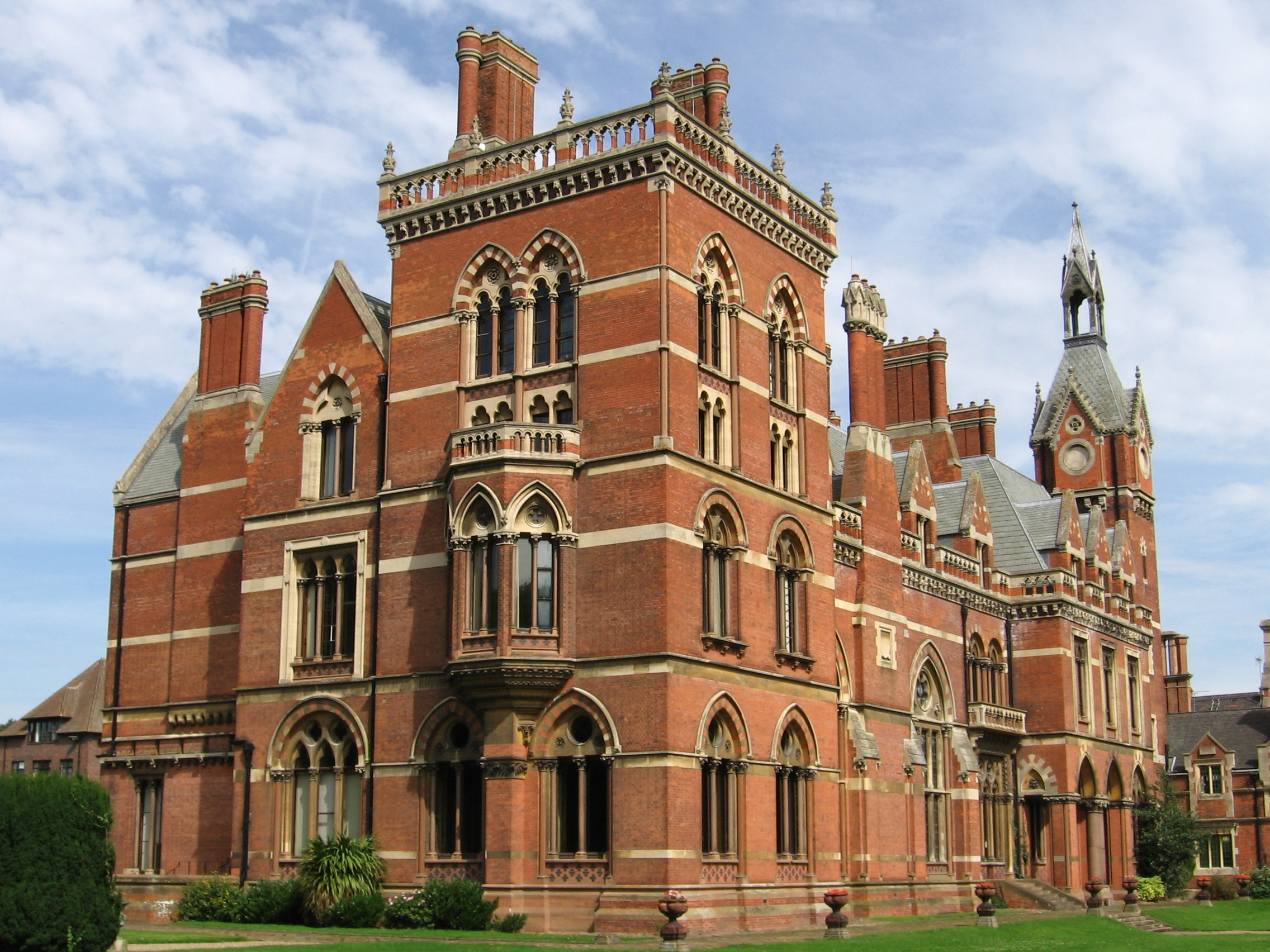
Zámek Kelham Hall, rodiště markýze z Granby

V roce 1750 se oženil s Frances Seymour (1728-1761), dcerou nejvyššího štolby 6. vévody ze Somersetu. Měli spolu čtyři děti, nejstarší syn John (1759-1760) zemřel v dětství. Dědicem titulů byl druhorozený syn Charles (1754-1787), který byl později místokrálem v Irsku. Nejmladší syn Robert (1758-1782) byl v letech 1780-1782 členem Dolní sněmovny, ale zasedání parlamentu se nikdy nezúčastnil, protože sloužil u námořnictva. Zemřel na následky zranění v Karibiku v hodnosti kapitána byl pohřben do moře.